# Fenilhidroxilamin
A fenilhidroxilamin szerves vegyület, képlete C6H5NHOH. A C6H5NH2 és C6H5NO redoxipár intermedierje. Nem keverendő össze az izomer α- vagy O-fenilhidroxilaminnal.

## Előállítása
Nitrobenzol cinkkel történő redukciójával állítható elő NH4Cl jelenlétében.
Másik lehetőség a nitrobenzol transzfer hidrogénezése hidrazin H2 forrással ródium katalizátor felett.

## Reakciói
Melegítve bomlik, erős savak jelenlétében – Bamberger-átrendeződéssel – könnyen 4-aminofenollá alakul át. Dikromáttal oxidálva nitrozobenzol keletkezik.
Benzaldehiddel kondenzációs reakcióban difenilnitront képez, mely jól ismert 1,3-dipólusos vegyület:
C6H5NHOH  +  C6H5CHO →  C6H5N(O)=CHC6H5  +  H2O

## Fordítás
- Ez a szócikk részben vagy egészben  a   Phenylhydroxylamine című angol Wikipédia-szócikk ezen változatának fordításán alapul.  Az eredeti cikk szerkesztőit annak laptörténete sorolja fel. Ez a jelzés csupán a megfogalmazás eredetét és a szerzői jogokat jelzi, nem szolgál a cikkben szereplő információk forrásmegjelöléseként.